# Hanyuan
För andra betydelser, se Hanyuan (olika betydelser).
Hanyuan är ett härad som lyder under Ya'ans stad på prefekturnivå i Sichuan-provinsen i sydvästra Kina.